# František Černý (Diplomat)

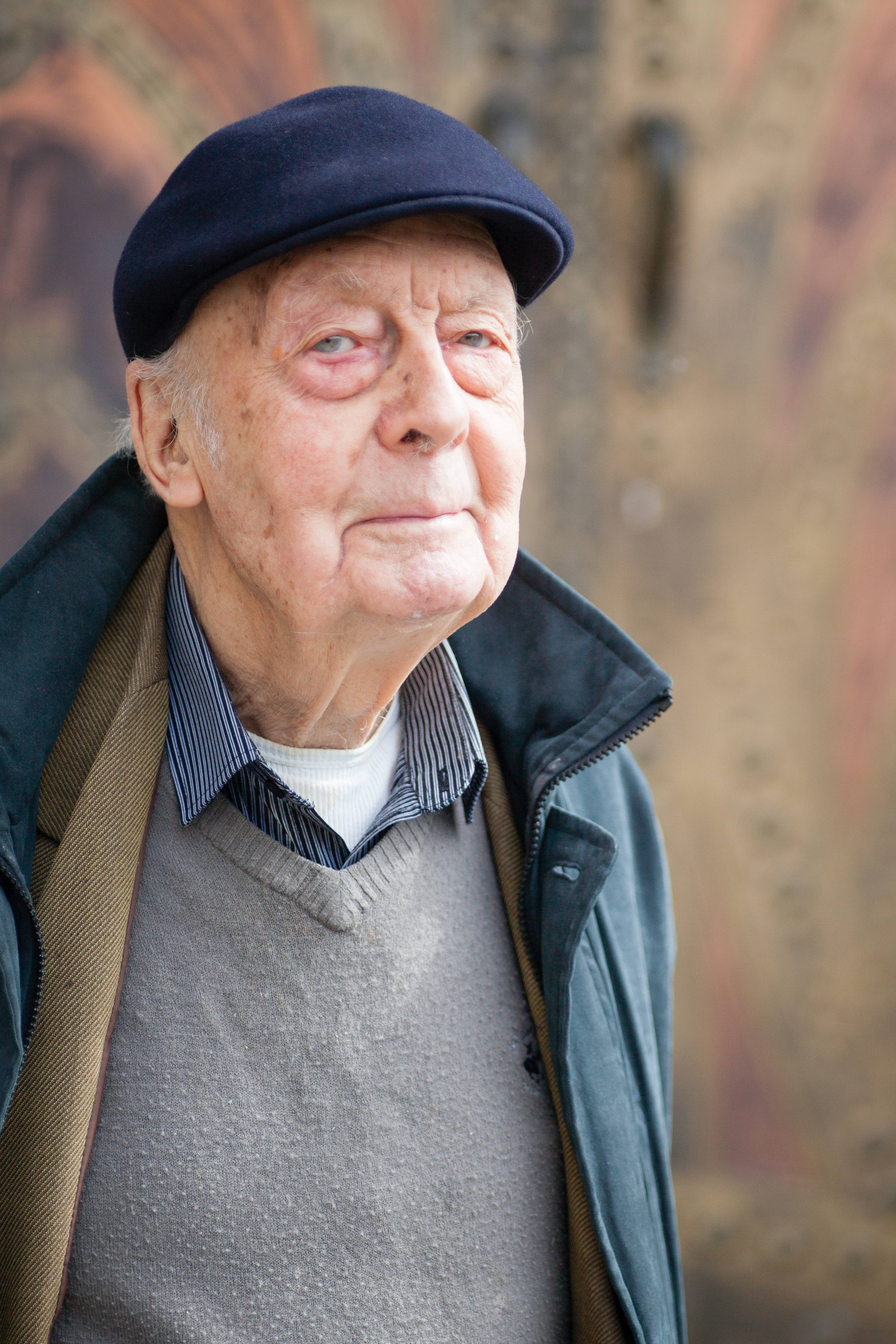
František Černý, 2021

František Černý (* 8. Juni 1931 in Prag; † 2. Februar 2024 ebenda) war ein tschechischer Diplomat und Journalist. Er war Botschafter der Tschechoslowakei und der Tschechischen Republik in Berlin. Die Bemühungen um die Aussöhnung und Verständigung zwischen Tschechen und Deutschen prägten sein Leben. Er war Träger des Einheitspreises und des großen Verdienstkreuzes.

## Leben
Am 8. Juni 1931 wurde František Černý in Prag geboren. Schon seit früher Kindheit lebte und erlebte er die multikulturellen Verknüpfungen in der damaligen Ersten Tschechoslowakischen Republik. Ein Teil seiner Verwandtschaft ist tschechisch, ein anderer deutsch bzw. österreichisch.
Seine Großmutter war die älteste von insgesamt neun Geschwistern, acht Männer und sie, von denen zwei im Ersten Weltkrieg gefallen sind. Die Überlebenden waren weit über das Gebiet des damaligen Habsburgerreiches verstreut und mehrheitlich in der Forstwirtschaft tätig. Mindestens einmal im Jahr traf sich die Großfamilie in Prag. Černý wuchs mehrsprachig auf. Da er aus einer bürgerlichen Familie stammte, sein Großvater mütterlicherseits war hoher Beamter zu Zeiten der österreichisch-ungarischen Monarchie und später in der Ersten Tschechoslowakischen Republik, galten er und seine Familie den neuen Machthabern als politisch unsicher, wodurch ihm vorerst der Weg zum Studium versperrt wurde.
Erst nachdem er drei Jahre in einer Fabrik an einer Drehbank gearbeitet und, da er als unzuverlässig eingestuft war, den Militärdienst als Bausoldat absolviert hatte, nahm er ein Studium der Germanistik und der Bohemistik an der Karls-Universität auf, was er 1963 mit einer Dissertation über Erich Maria Remarque abschloss. Schon während seiner Studienzeit begann er 1957 als Redakteur beim tschechoslowakischen Rundfunk, erst im Jugendprogramm und dann bei den Auslandssendungen. Neben seiner Tätigkeit für das Radio engagierte er sich für die Erinnerung an das kulturelle Erbe der Deutschen in den historischen böhmischen Ländern und setzte sich aktiv gegen eine Homogenisierung der Tschechen ein. Im Jahre 1963 nahm er an der Kafka-Konferenz in Liblitz teil. Neben einer Rehabilitierung Franz Kafkas, der bis dahin in den sozialistischen Ländern tabuisiert wurde, gilt die Konferenz als einer der wichtigsten Vorreiter des Prager Frühlings 1968. Viele Intellektuelle nicht nur aus Tschechien, sondern  aus ganz Europa diskutierten kontrovers die Möglichkeiten eines Sozialismus mit menschlichem Antlitz.
Mit dem Ende des Prager Frühlings endeten auch die gewonnenen Freiheiten. Viele Reformer wurden in die Emigration getrieben, oder, wer blieb, verfolgt. František Černý musste den tschechischen Rundfunk verlassen und bekam ein Berufsverbot als Journalist auferlegt. Bis 1989 verdiente er sich seinen Lebensunterhalt als Deutschlehrer und Dolmetscher. Erst nach der Wende ergab sich wieder die Möglichkeit, seine Berufung, die deutsch-tschechische Verständigung, weiter voranzutreiben. Gleich nach der samtenen Revolution trat er, auch auf Drängen Václav Havels und Jiří Dienstbiers, in den Dienst des Auswärtigen Amtes und blieb bis 1995 Gesandter und Leiter der Außenstelle der Botschaft seines Landes in Berlin. Im Jahre 1998 wurde er dann zum alleinigen Botschafter Tschechiens ernannt. Diese Stelle hatte er bis 2001 inne. Nach seiner aktiven politischen Zeit widmete er sich ganz der deutschsprachigen Literatur in den böhmischen Ländern. Von 2002 bis 2012 war Černý Kuratoriumsmitglied der Akademie Mitteleuropa. Zusammen mit der Prager deutschsprachigen Autorin Lenka Reinerová und dem Vorsitzenden der Franz-Kafka-Gesellschaft, Kurt Krolop, gehört er 2004 zu den Begründern des Prager Literaturhauses, welches sich der Wahrung des gemeinsamen kulturellen Erbes in den böhmischen Ländern widmet.

## Ehrungen und Auszeichnungen
- 1996: Zusammen mit Richard von Weizsäcker: Kunstpreis zur deutsch-tschechischen Verständigung
- 2001: Verdienstorden der Bundesrepublik Deutschland (Großes Verdienstkreuz mit Stern und Schulterband)
- 2002: Ricarda-Huch-Preis
- 2010: Einheitspreis

## Zeitungsartikel
- Landeszeitung Ausgabe 24/2011
- Die Zeit Ausgabe 45/2008